# ソポト
ソポト（Sopot (ポーランド語: [ˈsɔpɔt] ( 音声ファイル); カシューブ語: Sopòt)）は、ポーランドの都市。ポモージェ県に属する。人口は約4万人（2006年）。面積は約17km。ドイツ語ではツォポト（Zoppot [ˈtsɔpɔt] ( 音声ファイル)）。
バルト海に面する観光都市。国内外から多くの観光客が訪れる。ソポト国際音楽祭も開催される。大都市であるグダンスクとグディニャの中間に位置しており、両都市まで約10キロ程度。3つの都市をまとめて三都市（ポーランド語: Trójmiasto, 英: Tricity）と呼ぶ。
ポーランド王国領だったが、第二次ポーランド分割によってプロイセン王国領となった。19世紀より観光地として発展し、20世紀初頭にはドイツ皇帝ヴィルヘルム2世も訪れた。1919年より、ヴェルサイユ条約に従ってダンツィヒ自由市に属することになった。第二次世界大戦に際して、ナチス・ドイツに併合された後、ソヴィエト赤軍の攻撃を受けて街は荒廃した。
戦後も観光地として発展し、バルト海随一のリゾート地として毎夏多くのバカンス客がポーランドのみならずヨーロッパ各地からやってきて滞在する。周囲も多くの観光地に恵まれており、ポーランド観光の基点としても使われる。夏の終わりにはユーロビジョンにならぶヨーロッパ最大規模の「インタービジョン（ソポト国際音楽フェスティバル）」が開催される。
この他にも、ヨーロッパで最大かつ最長の観光桟橋ソポト桟橋や、ユニークな外観をした商業施設クシヴィ・ドメク（曲がった家の意）などがある。

## 主な施設
- エルゴ・アリーナ - グダニスクとの境界線上にある。

## 著名な出身者
- クラウス・キンスキー

## 姉妹都市
- フランケンタール (プファルツ)（ドイツ語版）、ドイツ
- ラッツェブルク（ドイツ語版）、ドイツ
- ペテルゴフ、ロシア
- カールスハムン（英語版）、スウェーデン
- サウスエンド＝オン＝シー、イギリス
- ネストヴェズ、デンマーク
- アシュケロン、イスラエル
- ザコパネ、ポーランド